# Albert Biesantz (Schauspieler)

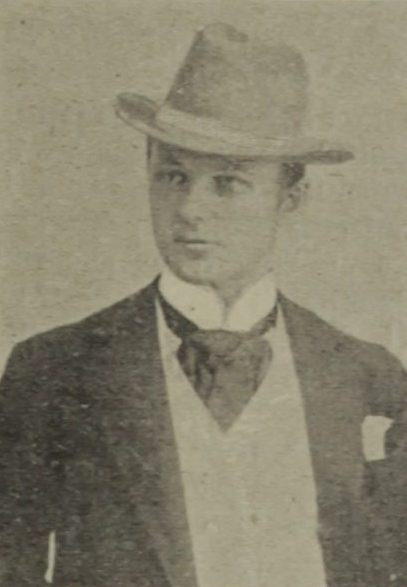
Albert Biesantz, um 1899

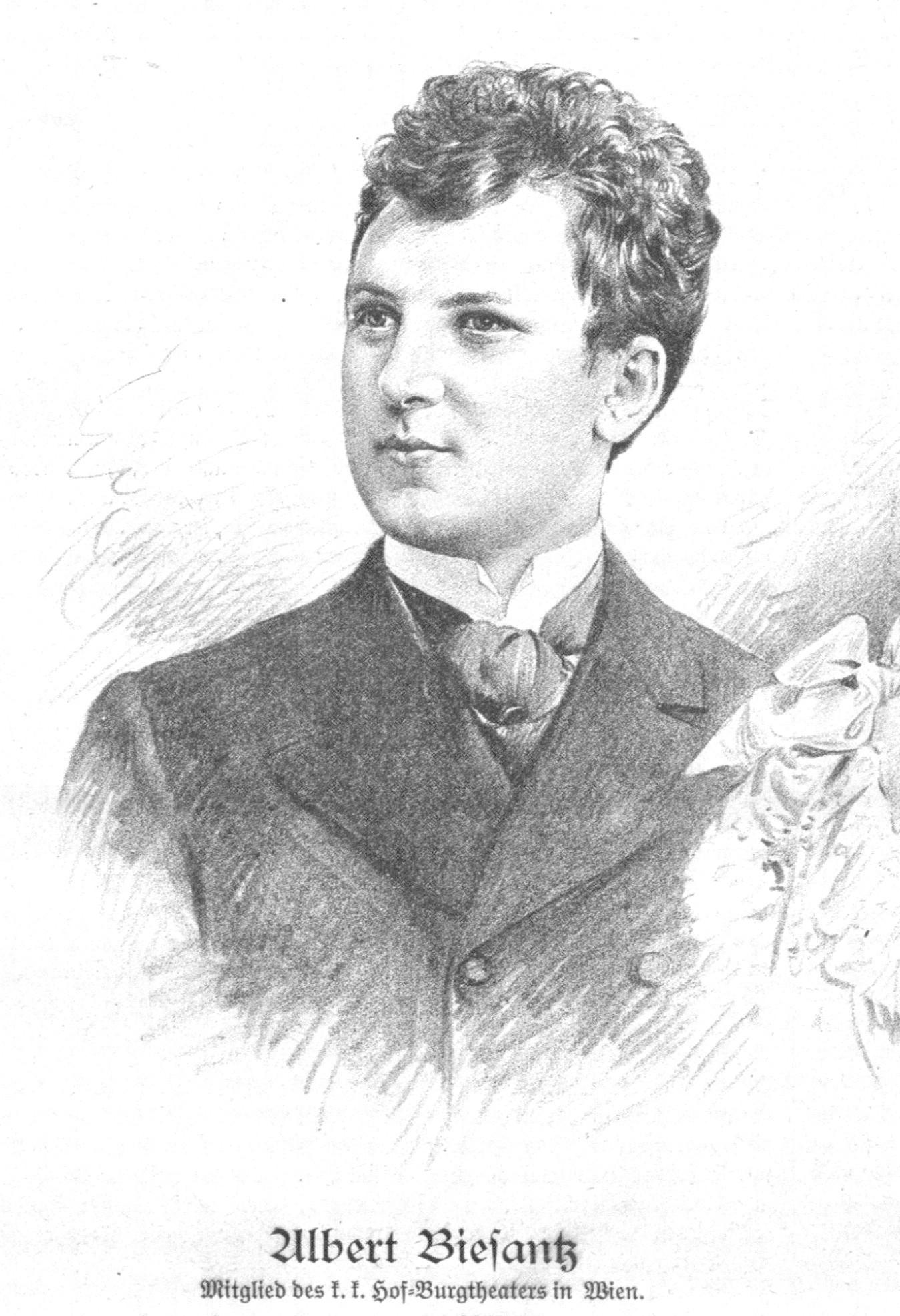
Albert Biesantz im Jahre 1899

Albert Gottfried Christian Biesantz (* 3. September 1873 in Bückeburg; † 26. April 1940 in Wunstorf) war ein deutscher Theaterschauspieler. 

## Leben
Biesantz, Sohn des Reichstagsabgeordneten Albert Biesantz, dessen Interesse für das Drama durch den Literaturunterricht am Gymnasium geweckt wurde, beschloss, ohne je ein Theater besucht zu haben, Schauspieler zu werden. 1892 verließ er seine Vaterstadt, nahm dramatischen Unterricht bei Hans Gelling und Julius Meixner und betrat 1895 als „Max Weidlowski“ in der „Heimat“ in einem kleinen Städtchen an der Havel zum ersten Mal die Bühne, war dann am Hoftheater Altenburg, einem Schauspielhaus in Düsseldorf sowie am Hoftheater in Wiesbaden engagiert, von wo er 1899 zu einem Gastspiel ans Hofburgtheater eingeladen wurde. Er debütierte am 10., 12. und 17. Mai daselbst als „Erich von Felsen“ in „Goldfische“, „Schubart“ in „Ewige Liebe“ und „Ferdinand“ in „Kabale und Liebe“ und trat am 1. September in den Verband dieses Kunstinstitutes.
Dort wirkte er bis mindestens 1902. Sein weiterer Lebensweg ist unbekannt.